# Moïse Kandé
Moïse Kandé (Dakar, 1 augustus 1978) is een voormalig Mauritaans voetballer. Hij heeft gespeeld bij FC Les Lilas, Clermont Foot, Olympique Noisy-le-Sec, Nîmes Olympique, US Orléans, AEL Limasol en PAEEK.

## Interlandcarrière
Kandé heeft 13 wedstrijden gespeeld voor Mauritanië. Hij maakte zijn debuut op 12 oktober 2003 voor Mauritanië en hij moest spelen tegen Zimbabwe.